# Caviana (gênero)
Caviana (Crambidae) é um gênero de mariposa pertencente à família Crambidae.